# Lijst van gemeentelijke monumenten in Gorinchem
De gemeente Gorinchem kent 293 panden/objecten  die zijn beschreven als gemeentelijke monumenten  in 225 regels (monumentnummers). 
Deze aantallen zijn onder te verdelen in 210 panden/objecten met de status monument (170 monumentnummers) en 84 zogenaamde beeldbepalende panden (56 monumentnummers). Of een pand een 'monument' of een 'beeldbepalend pand' is, hangt af van de score die het object heeft gekregen in de  beoordelingssystematiek van de gemeente Gorinchem. Boven een bepaalde grens is het object een monument. Dat houdt onder andere in dat niet alleen de gevel, maar het hele pand beschermd is. Onder die grens wordt het object een beeldbepalend pand waarbij alleen de gevel beschermd is.
Zie hieronder een overzicht per categorie.

## Oude binnenstad
In de oude binnenstad (het gebied binnen de vestingsgrachten) bevinden zich 244 panden/objecten die zijn beschreven als gemeentelijke monumenten in 191 regels (monumentnummers). Deze aantallen zijn onder te verdelen in 161 panden/objecten met de status monument (136 monumentnummers) en 83 beeldbepalende panden (55 monumentnummers). Zie de Lijst van gemeentelijke monumenten in Gorinchem/Binnenstad voor een overzicht.

## Overige delen van de gemeente
Buiten de oude binnenstad bevinden zich 49 panden/objecten die zijn omschreven als gemeentelijk monument in 34 regels (monumentnummers), inclusief één beeldbepalend pand. Zie hieronder een overzicht per categorie.

### Monumenten
De volgende 48 objecten beschreven in 33 regels (monumentnummers) hebben de status monument wat wil zeggen dat de score in de gemeentelijke beoordelingssystematiek boven een bepaalde grens ligt, en dat het gehele pand (niet alleen de gevel) beschermd is.
| Object | Bouwjaar                                 | Architect | Locatie | Coördinaten                   | Nr.           | Afbeelding  |
| --- | ---------------------------------------- | --------- | --- | ----------------------------- | ------------- | ----------- |
| Nutsgebouw; trafohuisje in expressionistische stijl | 1921                                     |           | Abraham Bloemaert Corneliszstraat 41h                                                                                                  | 51° 50' 27" NB, 4° 58' 50" OL | 0512/706068   | Upload foto |
| Kapel in eclectische stijl met grafkelder voor overleden priesters | 1882                                     |           | Arkelse Onderweg 43 | 51° 50' 26" NB, 4° 58' 59" OL | 0512/706071   | Upload foto |
| Dubbel woonhuis uit het interbellum met art deco-details | Ca. 1930                                 |           | Arkelse Onderweg 50-52 | 51° 50' 27" NB, 4° 59' 3" OL  | 0512/706074   | Upload foto |
| Woonhuis in neoclassicistische stijl | 19e eeuw                                 |           | Arkelse Onderweg 54 | 51° 50' 27" NB, 4° 59' 4" OL  | 0512/706075   | Upload foto |
| Woonhuis in neoclassicistische stijl | Ca. 1880                                 |           | Arkelse Onderweg 94 | 51° 50' 42" NB, 4° 59' 8" OL  | 0512/706076   | Upload foto |
| Gildenweg en omgeving; acht appartementengebouwen uit de wederopbouw in de stijl van het traditionalisme met invloeden van Groep '32, Delftse School en Bossche School; onderdeel complex Tweede Kremlin | 1957-1960                                |           | Brouwerstraat 4a t/m 18 en 13 t/m 27, Gildenweg 7a t/m 25d, Snijderstraat 1a t/m 27, Twijnderstraat 2a t/m 28 en Weverstraat 8a t/m 26 | 51° 50' 7" NB, 4° 57' 25" OL  | 0512/706103   | Upload foto |
| Restaurant Stoute Karel met daarin resten stadsmuur die onderdeel waren van kasteel de Blauwe Toren | 2019                                     |           | Buiten de Waterpoort 2-2a | 51° 49' 35" NB, 4° 58' 24" OL | 0512/onbekend | Upload foto |
| Coupure met terrein buiten de stadswallen; park |                                          |           | Buiten de Waterpoort (ongenummerd); park ten zuiden van 2 en 3                                                                         | 51° 49' 33" NB, 4° 58' 21" OL | 0512/704792   | Upload foto |
| Boerderijcomplex uit het interbellum; T-vormige boerderij | 1936                                     |           | Haarweg 10 | 51° 50' 59" NB, 4° 57' 22" OL | 0512/706081   | Upload foto |
| Boerderijcomplex | Ca. 1900                                 |           | Haarweg 64 | 51° 50' 57" NB, 4° 56' 39" OL | 0512/706083   | Upload foto |
| Boerderijcomplex Het Loo | Ca. 1850-1880                            |           | Haarweg 93 | 51° 50' 53" NB, 4° 56' 36" OL | 0512/706084   | Upload foto |
| Schoolgebouw in de stijl van de nieuwe zakelijkheid; School met den Bijbel; momenteel RMPI-school De Linge                                                                                               | 1937                                     |           | Herman de Ruijterstraat 30 | 51° 50' 22" NB, 4° 58' 45" OL | 0512/706099   | Upload foto |
| Schoolgebouw in expressionistische stijl; Gymnastiekschool | 1931                                     |           | Herman de Ruijterstraat 32 | 51° 50' 22" NB, 4° 58' 44" OL | 0512/706099   | Upload foto |
| Schoolgebouw; Openbare Lagere School No. 4; P. Waaleschool | 1937                                     |           | Herman de Ruijterstraat 34 | 51° 50' 23" NB, 4° 58' 42" OL | 0512/onbekend | Upload foto |
| Boerderijcomplex Haarhoeve | 1895                                     |           | Kleine Haarsekade 130 | 51° 51' 1" NB, 4° 58' 28" OL  | 0512/706085   | Upload foto |
| Woonhuis in zakelijk-expressionistische stijl | 1934                                     |           | Koningin Julianalaan 5 | 51° 50' 19" NB, 4° 58' 8" OL  | 0512/706085   | Upload foto |
| Kweekschool Juliana van Stolberg uit de wederopbouw | 1955                                     |           | Koningin Wilhelminalaan 2 | 51° 50' 25" NB, 4° 58' 10" OL | 0512/706111   | Upload foto |
| Bedrijfshal in functionalistische stijl | 1930                                     |           | Krinkelwinkel 6-8 | 51° 49' 43" NB, 4° 57' 38" OL | 0512/706087   | Upload foto |
| Winkel-woonhuis uit de wederopbouw | 1953                                     |           | Marinus Spronklaan 45-b-c en Van Zomerenlaan 1a                                                                                        | 51° 50' 22" NB, 4° 58' 20" OL | 0512/706108   | Upload foto |
| Kerkhof | 19e eeuw                                 |           | Merwededijk (ongenummerd) bij 5 | 51° 49' 40" NB, 4° 59' 30" OL | 0512/706112   | Upload foto |
| Opstelplaats batterij uit de oorlog met België | 1831-1839                                |           | Merwededijk (ongenummerd) tegenover 6                                                                                                  | 51° 49' 39" NB, 4° 59' 31" OL | 0512/706114   | Upload foto |
| Begraafplaats | Ca. 4e kwart 19e eeuw/ 1e kwart 20e eeuw |           | Merwededijk (ongenummerd) naast 14 | 51° 49' 39" NB, 4° 59' 40" OL | 0512/706115   | Upload foto |
| Woonhuis | Ca. 1880                                 |           | Nieuwe Hoven 43 | 51° 50' 11" NB, 4° 58' 19" OL | 0512/706088   | Upload foto |
| Woonhuis | 1927                                     |           | Nieuwe Hoven 53 | 51° 50' 11" NB, 4° 58' 16" OL | 0512/706089   | Upload foto |
| Vijf geschakelde woonhuizen in zakelijk-expressionistische stijl | 1933                                     |           | Nieuwe Hoven 68-76 | 51° 50' 15" NB, 4° 58' 3" OL  | 0512/706090   | Upload foto |
| Woonhuis, dienstwoning sluis- en brugwachters | 1892                                     |           | Nieuwe Wolferensedijk 2-4-6 | 51° 49' 52" NB, 4° 58' 1" OL  | 0512/706092   | Upload foto |
| Nutsgebouw, verdeelstation electra | 1968 (voorgevel en andere elementen)     |           | Nieuwe Wolferensedijk 33h | 51° 49' 55" NB, 4° 57' 5" OL  | 0512/706093   | Upload foto |
| Woonhuis in de stijl van de nieuwe zakelijkheid | 1930                                     |           | Plantsoen 13 | 51° 50' 8" NB, 4° 58' 12" OL  | 0512/706094   | Upload foto |
| Vier gebouwen met appartementen in de stijl van het traditionalisme met invloeden van Groep ’32, Delftse School en Bossche School; onderdeel complex Tweede Kremlin                                      | 1957-1960                                |           | Snijderstraat 2a t/m 16d | 51° 50' 6" NB, 4° 57' 30" OL  | 0512/706107   | Upload foto |
| Waterkering, overlaat | Ca. 1840                                 |           | Waaldijk, bij 14-16 | 51° 49' 23" NB, 5° 0' 58" OL  | 0512/706116   | Upload foto |
| Woonhuis in neorenaissance-stijl | 1890-1910                                |           | Waalkade 17 | 51° 49' 21" NB, 5° 1' 16" OL  | 0512/706117   | Upload foto |
| Woonhuis in neorenaissance-stijl | 1890-1910                                |           | Waaldijk 19 | 51° 49' 22" NB, 5° 1' 22" OL  | 0512/706118   | Upload foto |
| Kerkgebouw uit de wederopbouw; St. Martinuskerk | 1967                                     |           | Wijnkoperstraat 4 | 51° 50' 15" NB, 4° 57' 29" OL | 0512/706110   | Upload foto |

### Beeldbepalende panden
De zogenaamde beeldbepalende panden hebben een iets lagere score gekregen in de beoordelingssystematiek van de gemeente. Van deze panden is alleen de gevel beschermd. Dit betreft in de gebieden buiten de binnenstad één pand:
| Object                       | Bouwjaar | Architect | Locatie                | Coördinaten                  | Nr.              | Afbeelding  |
| ---------------------------- | -------- | --------- | ---------------------- | ---------------------------- | ---------------- | ----------- |
| Beeldbepalend pand; woonhuis |          |           | Prins Bernhardstraat 1 | 51° 50' 14" NB, 4° 58' 5" OL | 0512/ongenummerd | Upload foto |